# Лунарни ефекат
Лунарни ефекат је наводна недоказана корелација између специфичних фаза лунарног циклуса од отприлике 29,5 дана и понашања и физиолошких промена живих бића на Земљи, укључујући људе. У неким случајевима наводни ефекат може зависити од спољашњих знакова, као што је количина месечине. У другим случајевима, као што је приближно месечни циклус менструације код људи (али не и код других сисара), подударност у времену не одражава познати лунарни утицај.
Значајан број студија је испитивао ефекат на људе. До касних 1980-их, било је најмање 40 објављених студија о наводној вези лунарног карактера, и најмање 20 објављених студија о наводној вези лунарног рађања. Ово је омогућило да се направи неколико опсежних прегледа литературе и мета-анализа, које нису пронашле никакву корелацију између лунарног циклуса и људске биологије или понашања.

## Фертилитет
Раширено је веровање да Месец има везу са плодношћу због одговарајућег менструалног циклуса код човека, који у просеку траје 28 дана. Међутим, није доказано да постоји никаква веза између лунарног ритма и почетка менструације, а сличност у дужини између два циклуса је највероватније случајна.

## Рађање
Више студија није пронашло везу између наталитета и лунарних фаза. Опсежан преглед 21 студије из седам различитих земаља показао је да већина студија није показала никакву везу са лунарном фазом и да позитивне студије нису биле у складу једна са другом. Преглед шест додатних студија из пет различитих земаља на сличан начин није показао никакве доказе о повезаности између наталитета и лунарне фазе.

## Људско понашање

### Епилепсија
Студија о епилепсији открила је значајну негативну корелацију између средњег броја епилептичких напада по дану и дела Месеца који је осветљен, али ефекат је резултат укупне светлости ноћи, а не фазе Месеца саме по себи.

### Закон
Виши полицајци у Брајтону, у Великој Британији, објавили су у јуну 2007. да планирају да распореде више полицајаца током лета како би се супротставили невољама за које верују да су повезане са лунарним циклусом. Ово је уследило након истраживања полицијских снага Сасекса које је закључило да је дошло до пораста насилних злочина када је Месец био пун. Портпаролка полицијских снага рекла је да је „истраживање које смо спровели показало корелацију између насилних инцидената и пуног месеца“. Полицајац одговоран за истраживање рекао је за Би-Би-Си да „из мог искуства од 19 година рада полицајца, несумњиво се чини да за време пуног месеца имамо људе са некаквим чудним понашањем – разборитијим, аргументиранијим.”
Полиција у Охају и Кентакију је за привремени пораст криминала окривила пун месец.
У јануару 2008, новозеландска министарка правде Анет Кинг је сугерисала да је талас убода ножем у земљи могао бити узрокован лунарним циклусом.
Каснијом анализом утврђено је да пријављена корелација између фазе Месеца и броја убистава у округу Дејд није поткрепљена подацима и да је резултат неодговарајућих и обмањујућих статистичких процедура.

### Смртни случајеви на мотоциклима
Студија о 13.029 мотоциклиста погинулих у ноћним несрећама показала је да је било 5,3% више смртних случајева у ноћима са пуним месецом у поређењу са другим ноћима. Аутори спекулишу да би повећање могло бити последица визуелних дистракција које ствара Месец, посебно када је близу хоризонта и појављује се нагло између дрвећа, око скретања итд.

### Берза
Неколико студија је тврдило да су просечни приноси на берзи много већи током половине месеца најближе младом месецу од половине месеца најближе пуном месецу. Разлози за ово нису проучавани, али аутори сугеришу да је то можда због лунарних утицаја на расположење. Друга студија је пронашла контрадикторне резултате и довела у питање ове тврдње.

### Квалитет сна
Студија из јула 2013. спроведена на Универзитету у Базелу у Швајцарској сугерише корелацију између пуног Месеца и квалитета људског сна. Ретроспективно су анализиране мере лунарног утицаја на структуру сна, електроенцефалографску активност током спавања без брзих покрета очију (НРЕМ) и лучење хормона мелатонина и кортизола. Ни у једном тренутку, током и након студије, волонтери или истраживачи нису били свесни постериорне анализе у односу на лунарну фазу. Око пуног Месеца откривено је да се делта активност електроенцефалограма (ЕЕГ) током НРЕМ спавања, индикатор дубоког сна, смањила за 30%, време до успављивања се повећало за пет минута, а укупно трајање сна на основу ЕЕГ-а смањено је за 20 минута. Ове промене су биле повезане са смањењем субјективног квалитета сна и смањеним нивоом ендогеног мелатонина. Професор Кахочен који је учествовао у студији је рекао: „Изгледа да Месечев циклус утиче на људски сан, чак и када неко не ’види’ Месец и није свестан стварне Месечеве фазе.“
Постоје сугестије да је студија из 2013. погрешна због релативно мале (н=33) величине узорка и неодговарајуће контроле за узраст и пол. Студија из 2014. са већим узорцима (н1=366, н2=29, н3=870) и бољим експерименталним контролама није открила никакав утицај месечеве фазе на метрику квалитета сна. Студија из 2015. на 795 деце открила је троминутно повећање трајања сна у близини пуног месеца, али студија из 2016. на 5.812 деце открила је петоминутно смањење трајања сна у близини пуног месеца.
Није пријављена никаква друга модификација понашања у активностима, а водећи научник је закључио: „Наша студија пружа убедљиве доказе да Месец не утиче на понашање људи.“ Студија коју су 2021. објавили истраживачи показали су корелацију између лунарних циклуса и циклуса спавања. Током дана који су претходили пуном месецу, људи су касније одлазили на спавање и спавали краће (у неким случајевима са разликама до 90 минута), чак и на локацијама са потпуним приступом електричном светлу.